# 1484 Postrema
1484 Postrema је астероид главног астероидног појаса. Приближан пречник астероида је 43,18 ,
а средња удаљеност астероида од Сунца износи 2,737 астрономских јединица (АЈ).
Инклинација (нагиб) орбите у односу на раван еклиптике је 17,318 степени, а орбитални период износи 1653,972 дана (4,528 године). Ексцентрицитет орбите астероида износи 0,206.
Апсолутна магнитуда астероида износи 12,10 а геометријски албедо 0,013.
Астероид је откривен 29. априла 1938. године.